# Thomas Bourgault
Thomas Bourgault (ur. 5 lutego 1979) – francuski snowboardzista. Nie startował na igrzyskach olimpijskich. Jego najlepszym wynikiem na mistrzostwach świata w snowboardzie było 11. miejsce w snowcrossie na mistrzostwach w Madonna di Campiglio. Najlepsze wyniki w Pucharze Świata w snowboardzie osiągnął w sezonie 2001/2002, kiedy to zajął 6. miejsce w klasyfikacji generalnej, a w klasyfikacji snowcrossu był czwarty.

## Sukcesy

### Mistrzostwa Świata
| Miejsce | Dzień       | Rok  | Miejscowość          | Konkurencja       | Zwycięzca           |
| ------- | ----------- | ---- | -------------------- | ----------------- | ------------------- |
| 16.     | 22 stycznia | 2001 | Madonna di Campiglio | Gigant            | Jasey-Jay Anderson  |
| DSQ     | 24 stycznia | 2001 | Madonna di Campiglio | Gigant równoległy | Nicolas Huet        |
| 35.     | 26 stycznia | 2001 | Madonna di Campiglio | Slalom równoległy | Gilles Jaquet       |
| 11.     | 28 stycznia | 2001 | Madonna di Campiglio | Snowboardcross    | Guillaume Nantermod |
| 36.     | 16 stycznia | 2005 | Whistler             | Snowboardcross    | Seth Wescott        |

### Puchar Świata

#### Miejsca w klasyfikacji generalnej
- 1995/1996 - 61.
- 1997/1998 - 127.
- 1998/1999 - 44.
- 1999/2000 - 34.
- 2000/2001 - 24.
- 2001/2002 - 6.
- 2002/2003 - -
- 2003/2004 - -
- 2004/2005 - -

#### Miejsca na podium
1. Ruka – 17 marca 2001 (Snowcross) - 3. miejsce
2. Whistler – 6 grudnia 2001 (Snowcross) - 3. miejsce
3. Kreischberg – 26 stycznia 2002 (Snowcross) - 1. miejsce
4. Badgastein – 30 stycznia 2002 (Snowcross) - 1. miejsce